# Carroll Lake
Carroll Lake är en sjö i Kanada. Den ligger nästan helt i Kenora District i Ontario, men en liten del ligger i Manitoba. Carroll Lake ligger 324 meter över havet.